# Diuris fastidiosa
Diuris fastidiosa är en orkidéart som beskrevs av Richard Sanders Rogers. Diuris fastidiosa ingår i släktet Diuris och familjen orkidéer. Inga underarter finns listade i Catalogue of Life.